# Eugeniusz Szyja
Eugeniusz Szyja (ur. 23 sierpnia 1924, zm. 9 czerwca 2015) – polski działacz samorządowy i spółdzielczy, w latach 1969–1979 kolejno przewodniczący Prezydium Miejskiej Rady Narodowej, naczelnik i następnie prezydent Tychów.

## Życiorys
W 1959 został kierownikiem Wydziału Gospodarki Komunalnej Prezydium Miejskiej Rady Narodowej w Tychach. W 1966 został wiceprzewodniczącym PRMN w Tychach, a w 1969 objął funkcję przewodniczącego tego gremium. W grudniu 1973 funkcja ta została przekształcona w stanowisko naczelnika, a w 1974 – po przekroczeniu liczby 50 tysięcy mieszkańców – w prezydenta miasta. Pozostał nim do 1978 lub 1979, następnie był dyrektorem Wojewódzkiego Przedsiębiorstwa Gospodarki Komunalnej (administratora m.in. Parku Śląskiego w Chorzowie). W latach 1982–1989 prezes zarządu Powszechnej Spółdzielni Spożywców „Społem”.
13 czerwca 2015 został pochowany na cmentarzu komunalnym w Tychach.